# Cneoraceae
Cneoraceae is een botanische naam, voor een familie van tweezaadlobbige planten. Een familie onder deze naam wordt niet erg vaak erkend door systemen van plantentaxonomie, en ook niet door het APG II-systeem (2003), dat de betreffende planten invoegt bij de wijnruitfamilie (Rutaceae).
De familie werd wel erkend in het Cronquist systeem (1981) en geplaatst in de orde Sapindales: aldaar gaat het om een kleine familie van waarschijnlijk twee genera.